# VVA–14
A VVA–14 (oroszul: ВВА–14 – Вертикально-взлетающая амфибия, magyar átírásban: vertyikalno-vzletajuscsaja amfibija, magyarul: függőlegesen felszálló vízi repülőgép) szovjet kísérleti, helyből felszálló vízi repülőgép, melyet eredetileg felderítő, bombázó és torpedóbombázó szerepkörben terveztek alkalmazni. A gépet a taganrogi Berijev tervezőirodában fejlesztették ki az 1970-es évek elején Robert Bartini irányításával. Az eredeti fejlesztési tervet felfüggesztették, majd módosított változata, a VVA–14M1P már mint határfelület-repülőgép (ekranoplán) készült el 1976-ban. Ez utóbbi példány napjainkban hiányosan, rossz állapotban Monyinóban, az Orosz Légierő Központi Múzeumában található.